# Токі (Росія)
Токі́ (рос. Токи) — селище у складі Ванінського району Хабаровського краю, Росія. Адміністративний центр та єдиний населений пункт Токинського сільського поселення.

## Географія
Розташоване за 7 км від райцентру — селища міського типу Ваніно на березі материкової частини Татарської протоки.

## Історія
Спочатку це був житловий масив при лісозаводі: вул. Токинська, Будівельників, Зелена, 65-річчя Жовтня та житловий масив при станції — вул. Залізнична. Хоча обидва утворення адміністративно були віднесені до селища Ваніно, фактично поселення і залізнична станція були відомі як селище/вокзал Токі (за назвою мису Токі, острова Токі і озера Токі за 4-5 км на північний схід).
Крім лісопереробного заводу та залізничної станції, в безпосередній близькості від селища були розташовані різні військові бази зберігання. На мисі Токі для оборони узбережжя були побудовані бетонні підземні об'єкти берегової батареї № 959 Совєтсько-Гаванської ВМБ ТОФ, розрахованої на розміщення чотирьох 130-мм гармат типу Б-13.
Офіційно селище Токі в 1985 році утворено як село, в результаті розукрупнення селища Ваніно. У 1992 році отримало статус селища.
Муніципальний житловий фонд селища складають 52 будинки загальною площею 42,4 тис.кв.м. Державний житловий фонд — 6 будинків загальною площею 8,3 тис.кв.м. Приватний житловий фонд — 3 будинки загальною площею 0,4 тис. кв. м.
15 км на захід від с. Токі знаходиться невелике закрите військове містечко № 5, відоме як с. Токі-2.

## Населення
Населення — 2505 осіб (2010; 2661 у 2002).
Національний склад (станом на 2002 рік):
- росіяни — 91 %

| 2002  | 2010  | 2011  | 2012  | 2013  | 2014  | 2015  |
| ----- | ----- | ----- | ----- | ----- | ----- | ----- |
| 2661  | ↘2505 | ↘2485 | ↘2427 | ↘2394 | ↘2327 | ↘2317 |
| 2016  | 2017  | 2018  | 2019  | 2020  |       |       |
| ↘2263 | ↘2238 | ↘2139 | ↗2143 | ↗2157 |       |       |

## Господарство
У селищі є вузлова залізнична станція 1 класу, парк Токі, сортувальний парк. На території селища також знаходиться Комсомольська дистанція цивільних споруд НГЧ-8 (домоуправління № 44).
З розвалом СРСР лісопереробний завод, що спеціалізувався на виробництві різних пиломатеріалів, поступово згорнув своєю діяльність.
На південно-східній частині бухти Мучке (в 1,5 км від селища) вже в 21-м столітті побудований залізничний термінал «Дальтрансуголь» і Ванінський балкерний термінал ВАТ «СУЕК». Дані підприємства здійснюють перевантажувальні роботи та відправку морем кам'яного вугілля на експорт в країни АТР.
Населення селища обслуговують 10 торгових точок, 1 об'єкт громадського харчування і 1 перукарня.
Електропостачання в селища централізоване. Електричні мережі знаходяться на обслуговуванні ВМП «Енергомережі». Теплопостачання та гаряче водопостачання селища здійснює одна опалювальна котельня обслуговується ТОВ «Янтар». Теплові мережі, мережі водопостачання та каналізації і очисні споруди також знаходяться на обслуговуванні ТОВ «Янтар».
На північній околиці селища Токі розташований полігон побутових відходів (Ванінське міське звалище).
Також в безпосередній близькості від селища знаходяться об'єкти Міністерства оборони (склади, як чинні, так і покинуті).

### Освіта і культура
Є сільський будинок культури (філія МУ «РДК») і бібліотека (філія МУ «ЦБС»). У поселенні знаходяться 3 освітніх установи: середня освітня школа № 85 з філією в с. Токі-2, дитсадок «Топольок», дитячий сад «Маячок».

### Охорона здоров'я
Медичну допомогу надають медичні працівники лікарської амбулаторії МУЗ «ЦРЛ». Аптеки в селищі немає, лікарське забезпечення покладено на медичних працівників лікарської амбулаторії.